# Hunteria ballayi
Hunteria ballayi är en oleanderväxtart som beskrevs av Henri Hua. Hunteria ballayi ingår i släktet Hunteria och familjen oleanderväxter. Inga underarter finns listade i Catalogue of Life.